# کدو ستاره‌ای
کدو ستاره‌ای (به انگلیسی: Pattypan squash) که با نام کدو بشقابی هم شناخته می‌شود یک نوع کدوی بومی آمریکا است. این کدو بسیار مقاوم است و دارای ظاهری گرد شبیه بشقاب پرنده و لبه‌های دالبری شکل است. بهتر است وقتی نرسیده و جوان است خورده شود چون در این مرحله نیاز به هیچ پوست‌گیری و برشی ندارد (معمولا غدایی مانند دلمه از آن تهیه می‌شود). این نوع کدو سرشار از منیزیم، نیاسین و ویتامین‌های آ و ث است. متعلق به تیره کدوییان گیاهی است، علفی، یک‌ساله، با ساقه کرک‌دار و خزنده، ریشه محکم و برگهای پنج لبی. گل‌ها زردرنگ می‌باشند. در فرآیند رشد گیاه، ابتدا گل‌های نر به صورت دسته‌ای و سپس گل‌های ماده ظاهر می‌شوند و میوه‌هایی به پنج رنگ قرمز، نارنجی، زرد، سبز و سفید می‌دهند.

## نگارخانه

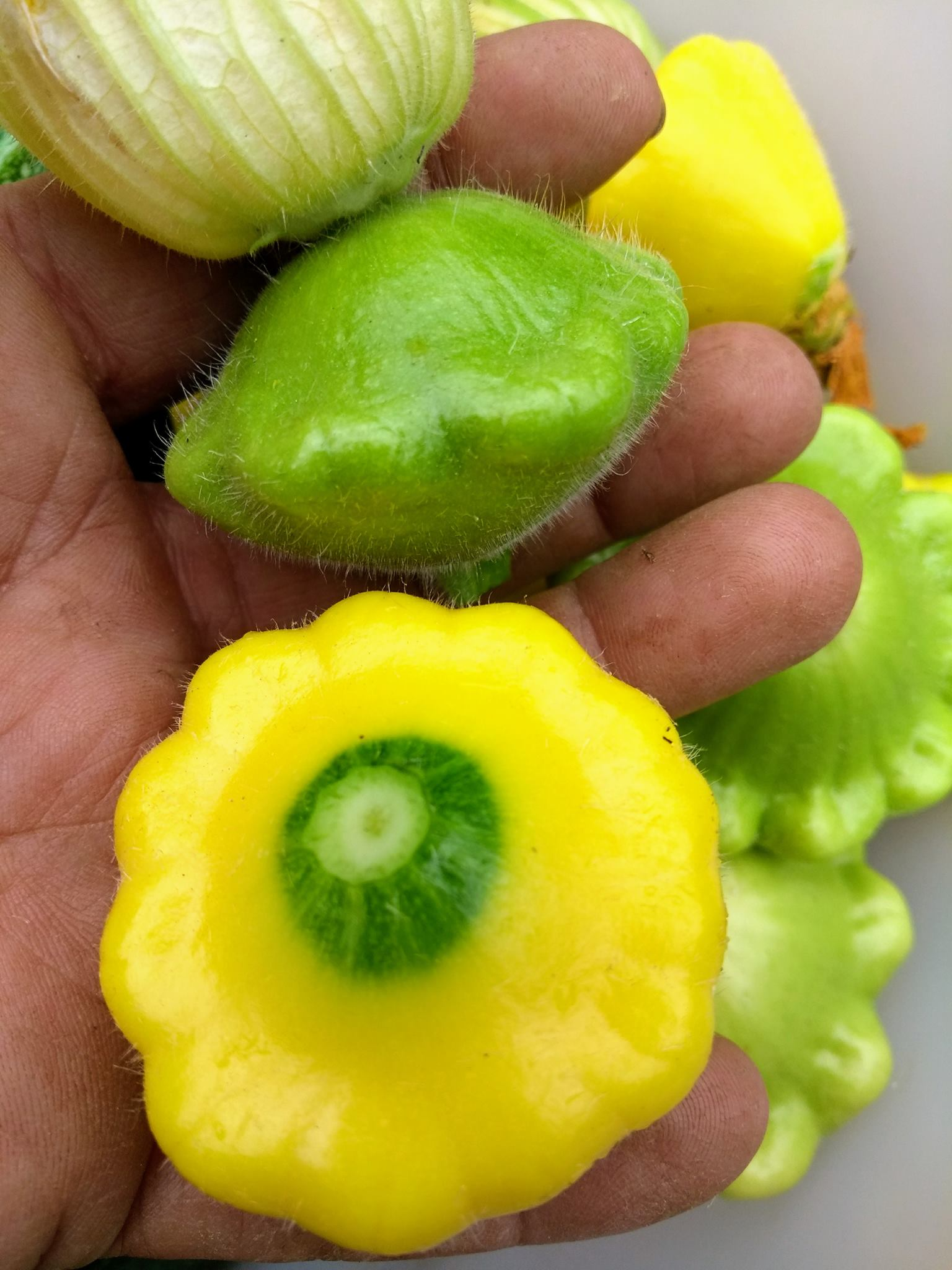
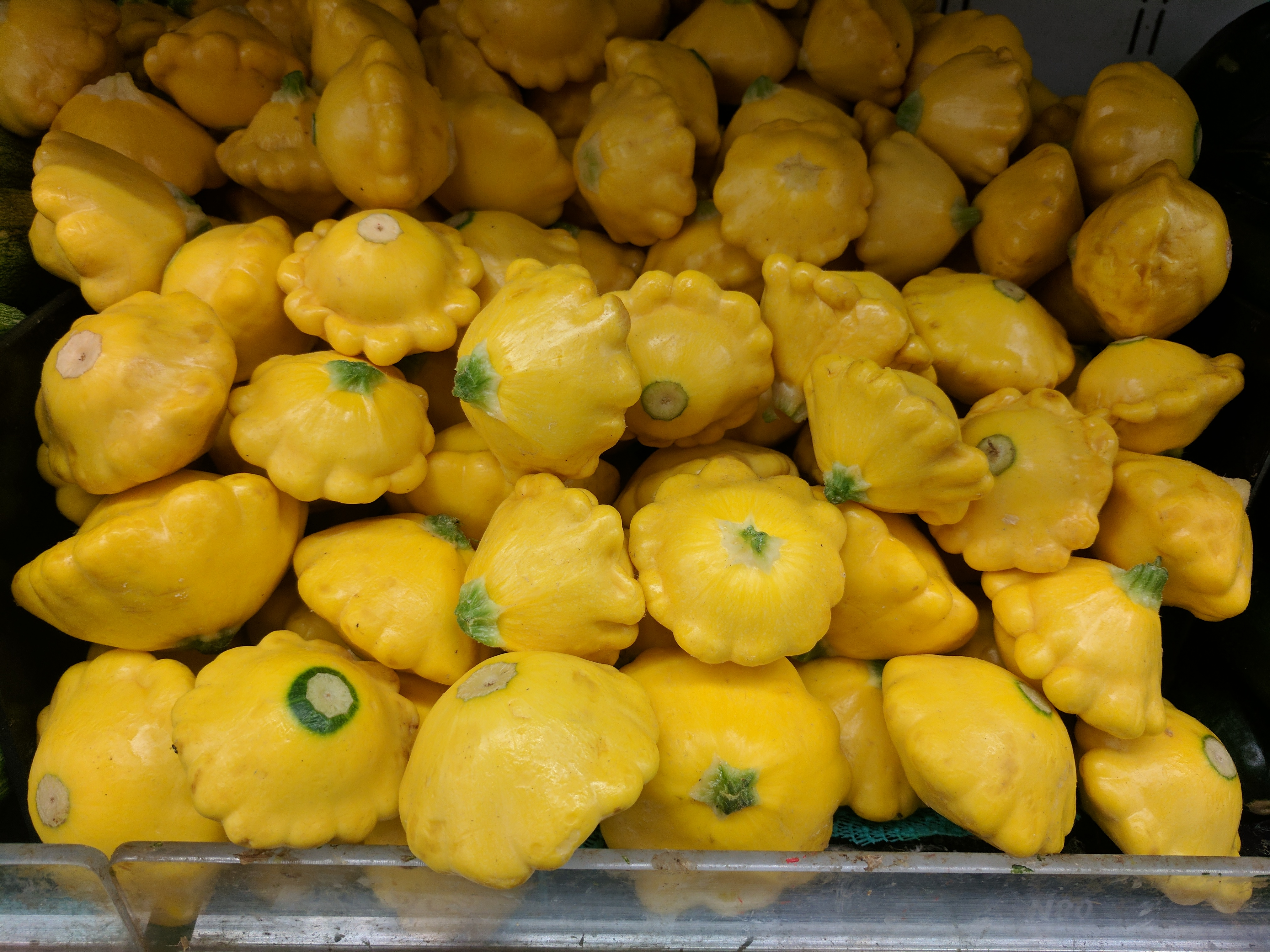
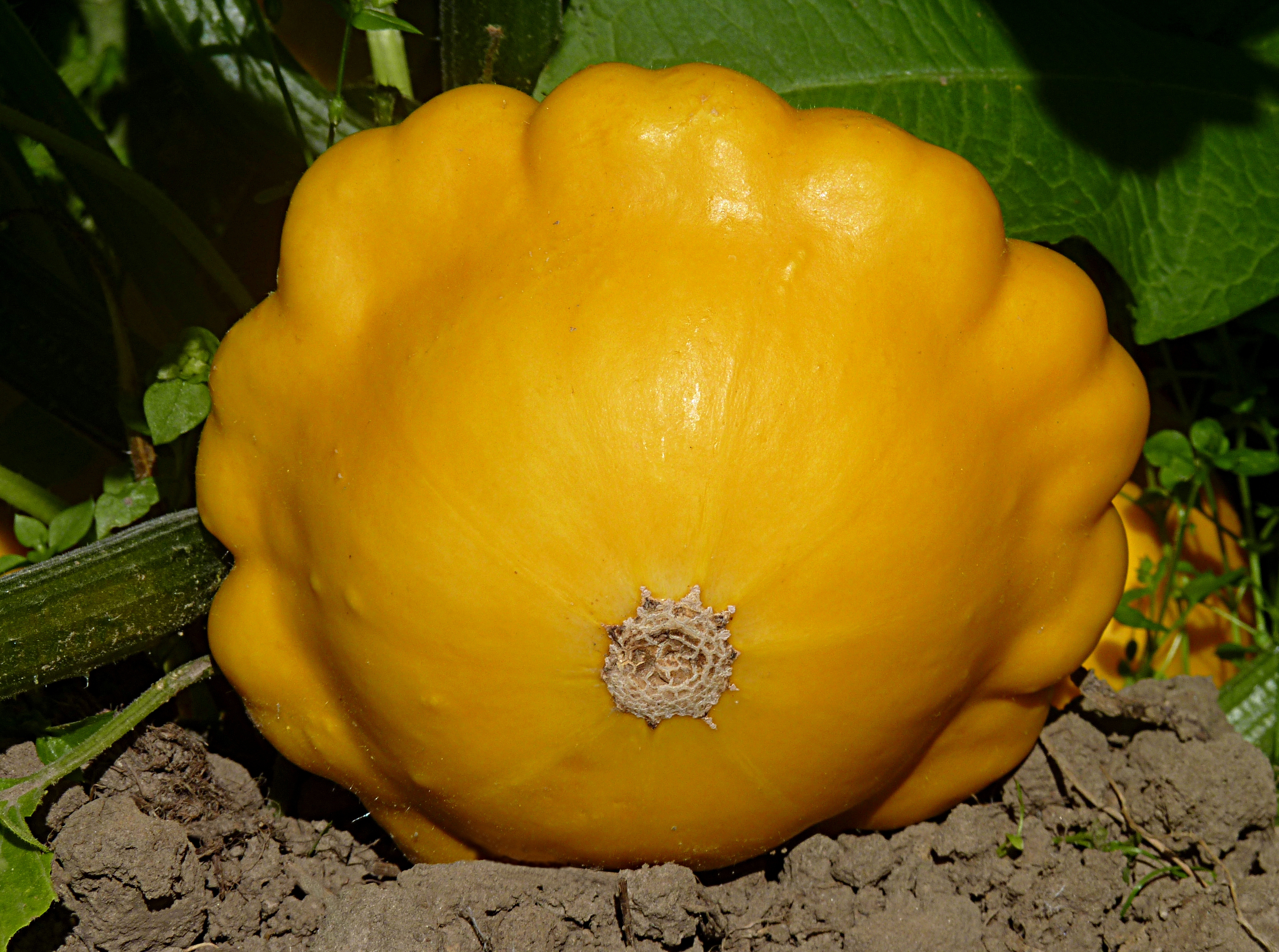
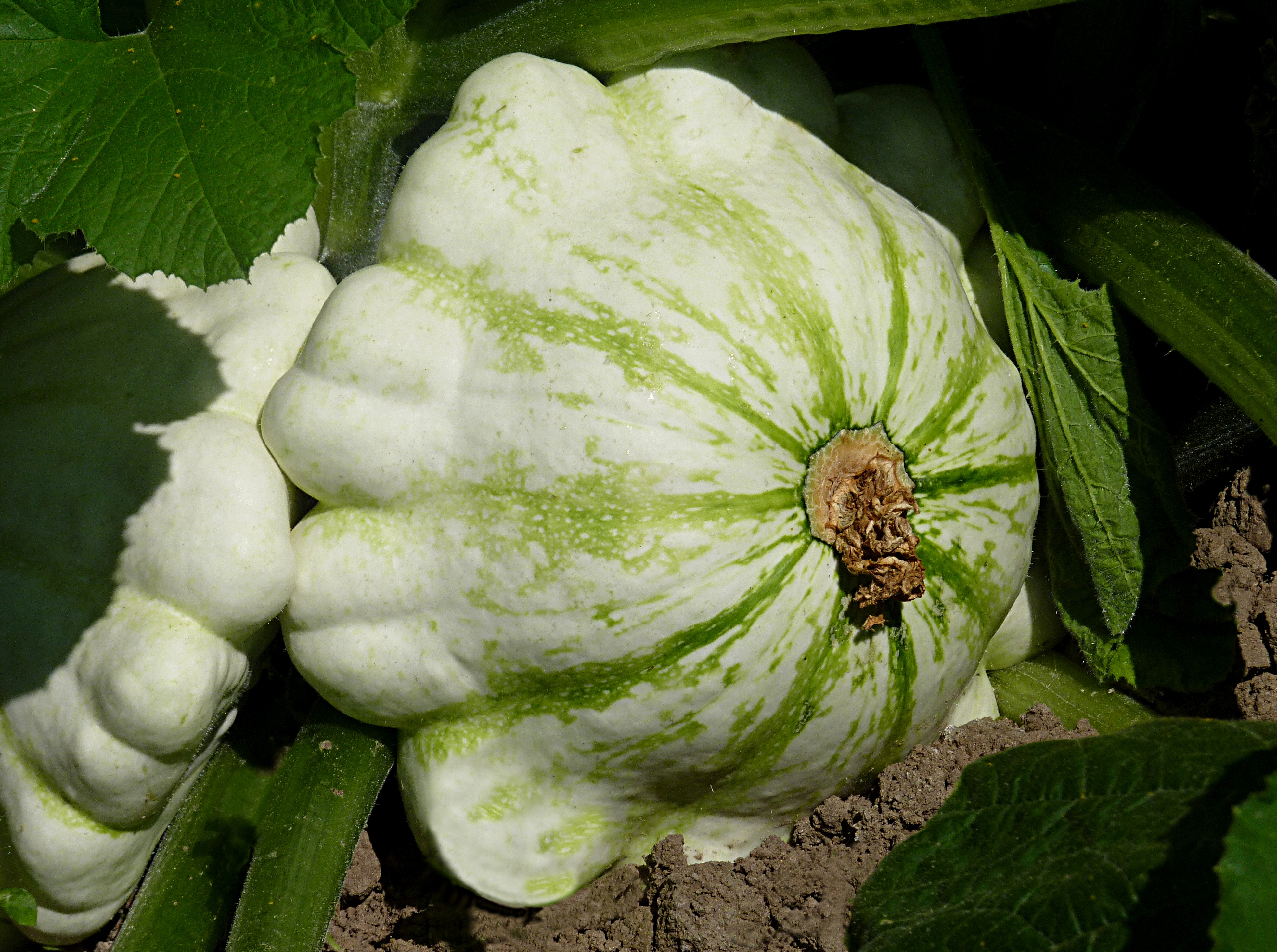
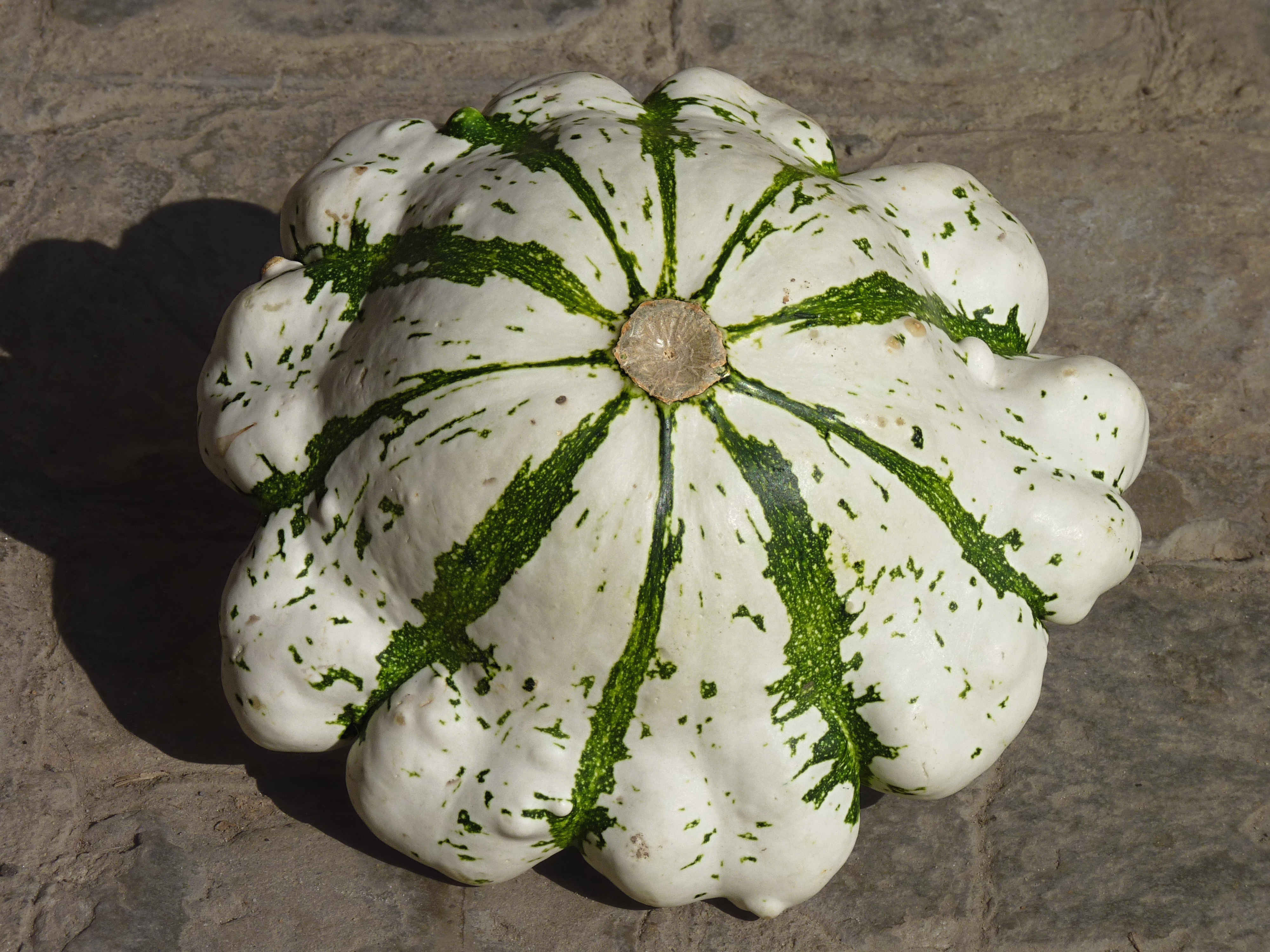
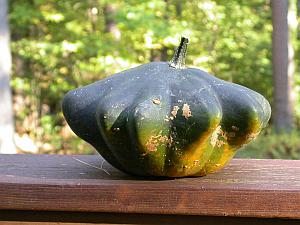
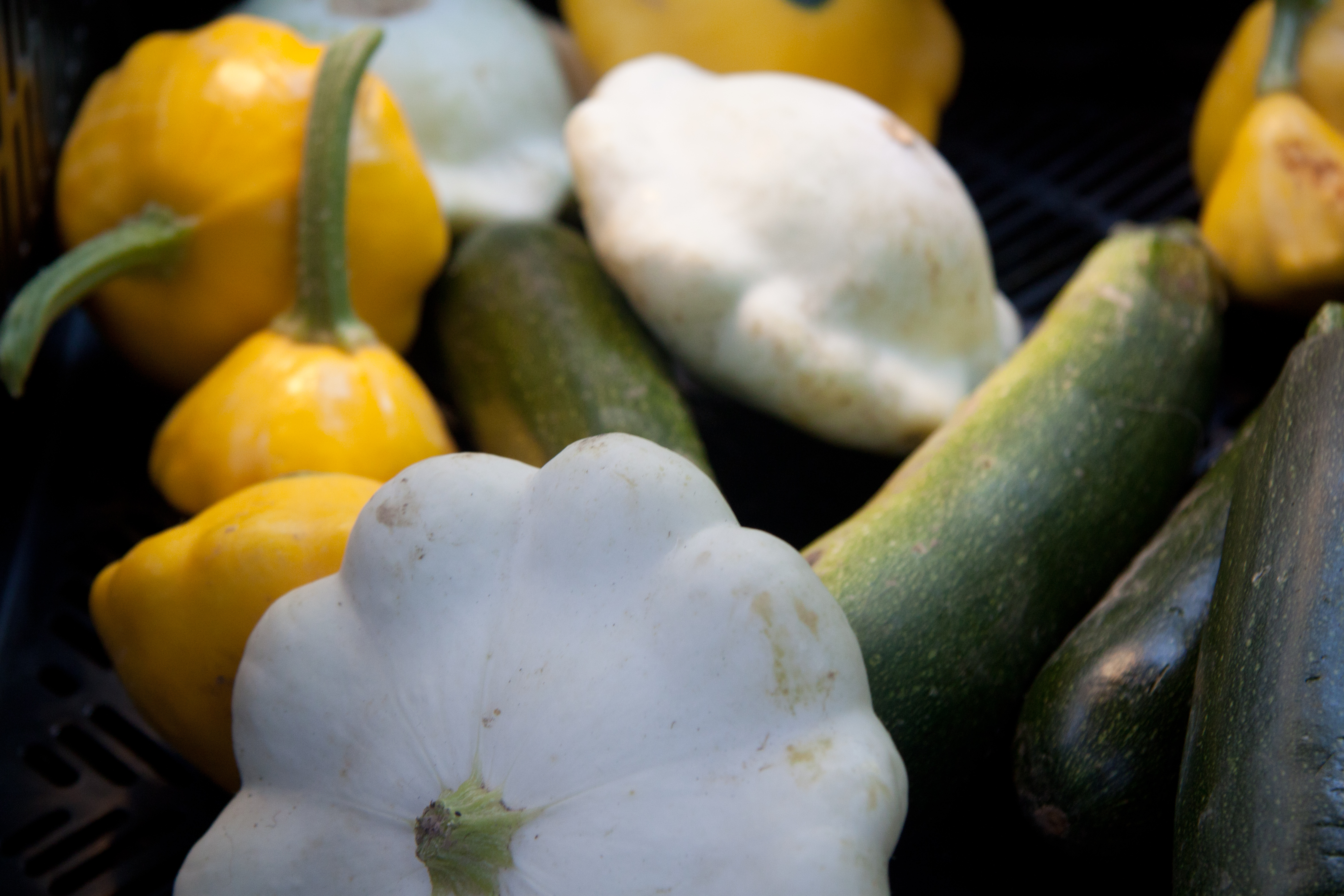
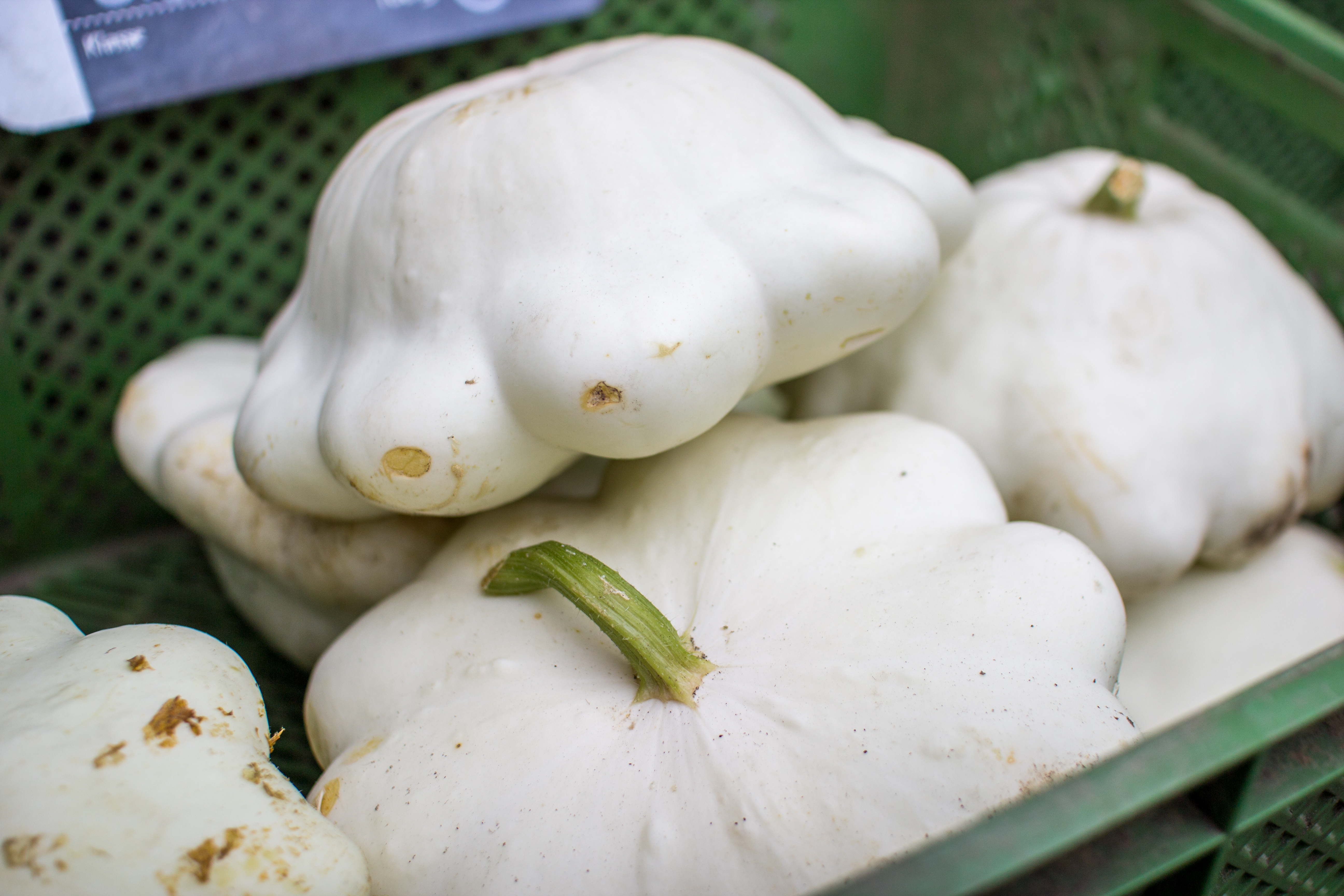